# Cabeza de Campo
Cabeza de Campo es una localidad española del municipio de Sobrado, en la provincia de León, comunidad autónoma de Castilla y León. 
La iglesia está dedicada a La Inmaculada Concepción.

## Localidades limítrofes
Confina con las siguientes localidades:
- Al norte con Hornija.
- Al sureste con Sobrado.
- Al oeste con Sobredo.
- Al noroeste con Arnadelo.

## Demografía
Evolución de la población
| Gráfica de evolución demográfica de Cabeza de Campo entre 2000 y 2017 |
|                                                                       |
| Población de derecho (2000-2017) según el padrón municipal del INE    |

## Historia
Así se describe a Cabeza de Campo en el tomo V del Diccionario geográfico-estadístico-histórico de España y sus posesiones de Ultramar, obra impulsada por Pascual Madoz a mediados del siglo XIX:

Lugar en la provincia de León, partido judicial de Villafranca del Bierzo, diócesis (vere nullius), perteneciente a la abadía de Villafranca, ayuntamiento de Corullón; Situado en una llanura a la margen izquierda del río Selmo, con libre ventilación y clima bastante sano. Tiene iglesia parroquial servida por un cura, y buenas aguas potables. Confina N Melezna; E Arnadelo; S Sobredo, y O el río Selmo. El terreno es llano la mayor parte; le fertilizan las aguas del indicado río, y produce castañas, centeno, vino, habas y alguna fruta; cría ganado vacuno, lanar y cabrío; caza de varios animales, y pesca de truchas y otros peces. Población: 67 vecinos, 287 almas. Contribución: con el ayuntamiento.
Diccionario geográfico-estadístico-histórico de España y sus posesiones de Ultramar